# Barking Pumpkin Records
La Barking Pumpkin Records era un'etichetta discografica creata da Frank Zappa nel 1981. 
Veniva inizialmente distribuita dalla Columbia Records oppure, fuori dagli Stati Uniti d'America e dal Canada, dalla casa discografica Music for Nations.
Nel 1993 la distribuzione venne affidata alla Rhino Records.
Gail Zappa ha venduto il catalogo Frank Zappa alla Rykodisc nel 1995.